# Wyre Forest
Wyre Forest är en skog i Storbritannien.   Den ligger i riksdelen England, i den södra delen av landet, 180 km nordväst om huvudstaden London.